# Little Joe Cook
Joseph Cook (29 de diciembre de 1922-15 de abril de 2014), más conocido como Little Joe Cook, fue un cantante de rhythm and blues y compositor estadounidense. Fue conocido como el cantante de Little Joe & The Thrillers, cuya canción "Peanuts" alcanzó el no. 22 en el Top 100 de los Billboard en 1957.

## Vida y carrera
Nació en el sur de Filadelfia, y comenzó a cantar en la iglesia. Su madre, Annie Hall, fue una muy conocida cantante de blues local y su abuela era una predicadora bautista. En el momento en que tenía 12 años, él y tres primos habían formado un cuarteto vocal evangelio, Evening Stars, que tuvieron un programa semanal de radio de una hora en Filadelfia. Cook fue notable por su falsete cantando, así como su personalidad, y la primera discografía en 1949. En 1951 el grupo grabó "Say A Prayer for the Boys In Korea" por Apex Records. También trabajó en la construcción naval para la Armada de EE. UU., y como conductor de la entrega.
Cook murió el 15 de abril de 2014, a la edad de 91 años. Le sobreviven su esposa Joanne y sus seis hijos.